# هيرويوشي كوواهارا
هيرويوشي کوواهارا (باليابانية: 桑原 裕義) (2 أكتوبر 1971 في هيروشيما في اليابان – )؛ هو لاعب كرة قدم ياباني سابق كان يلعب كلاعب وسط.

## وصلات خارجية
- هيرويوشي كوواهارا على موقع رابطة كرة القدم اليابانية للمحترفين (اليابانية)
- هيرويوشي كوواهارا على موقع قاعدة بيانات كرة القدم.إي يو (الإنجليزية)
- هيرويوشي كوواهارا على موقع Soccerway.com (الإنجليزية)
- هيرويوشي كوواهارا على موقع عالم كرة القدم.نت (الإنجليزية)